# Campionato mondiale di hockey su ghiaccio Under-18 2008
Il 10º Campionato mondiale di hockey su ghiaccio U-18 è stato assegnato dall'International Ice Hockey Federation alla Russia, che lo ha ospitato nella città di Kazan' nel periodo tra il 13 e il 24 aprile 2008. Le partite si sono disputate in due diversi palazzetti, le più importanti nella TatNeft Arena, palazzetto della KHL, mentre le altre presso la Arena Kazan'. Nella finale il Canada si è aggiudicato il secondo titolo sconfiggendo sonoramente i padroni di casa nonché campioni uscenti della Russia con il punteggio di 8-0. Al terzo posto invece sono giunti gli Stati Uniti, che hanno avuto la meglio sulla Svezia per 6-3.

## Campionato di gruppo A

### Partecipanti
Al torneo prendono parte 10 squadre:
| 8 dall'Europa     | Bielorussia | Danimarca   |
| 8 dall'Europa     | Finlandia   | Germania    |
| 8 dall'Europa     | Russia      | Slovacchia  |
| 8 dall'Europa     | Svezia      | Svizzera    |
| 2 dal Nordamerica | Canada      | Stati Uniti |

### Gironi preliminari
Le dieci squadre partecipanti sono state divise in due gironi da 5 cinque squadre ciascuno: le compagini che si classificano al primo posto nel rispettivo girone si qualificano direttamente alle semifinali. La seconda e la terza classifica di ciascun raggruppamento disputano invece i quarti di finale. La quarta e la quinta giocano infine un ulteriore girone al termine del quale le ultime due classificate vengono retrocesse in Prima Divisione.

#### Girone A
| Kazan' 13 aprile 2008, ore 13:00 UTC+4 | Canada | 9 – 2 (2-0; 4-1; 3-1) referto | Germania | TatNeft Arena (1.100 spett.) |

| Kazan' 13 aprile 2008, ore 17:00 UTC+4 | Slovacchia | 4 – 6 (1-2; 0-1; 3-3) referto | Russia | TatNeft Arena (7.400 spett.) |

| Kazan' 14 aprile 2008, ore 15:30 UTC+4 | Slovacchia | 5 – 2 (0-0; 2-0; 3-2) referto | Danimarca | TatNeft Arena (700 spett.) |

| Kazan' 14 aprile 2008, ore 19:00 UTC+4 | Germania | 2 – 6 (1-0; 0-3; 1-3) referto | Russia | TatNeft Arena (5.600 spett.) |

| Kazan' 15 aprile 2008, ore 15:30 UTC+4 | Danimarca | 1 – 4 (0-1; 1-2; 0-1) referto | Canada | TatNeft Arena (1.100 spett.) |

| Kazan' 16 aprile 2008, ore 15:30 UTC+4 | Germania       | 4 – 4 (d.t.s.) (2-1; 2-3; 0-0; 0-0) referto | Slovacchia | TatNeft Arena (600 spett.) |
| Shootout 1 – 0                         |                |                                             |            |                            |
|                                        |                |                                             |            |                            |
|                                        | Shootout 1 – 0 |                                             |            |                            |

| Kazan' 16 aprile 2008, ore 19:00 UTC+4 | Russia | 4 – 2 (0-0; 2-2; 2-0) referto | Canada | TatNeft Arena (10.000 spett.) |

| Kazan' 17 aprile 2008, ore 19:00 UTC+4 | Danimarca | 0 – 4 (0-1; 0-2; 0-1) referto | Germania | TatNeft Arena (500 spett.) |

| Kazan' 18 aprile 2008, ore 15:30 UTC+4 | Canada | 6 – 0 (2-0; 2-0; 2-0) referto | Slovacchia | TatNeft Arena (1.000 spett.) |

| Kazan' 18 aprile 2008, ore 19:00 UTC+4 | Russia | 10 – 1 (2-0; 3-1; 5-0) referto | Danimarca | TatNeft Arena (6.400 spett.) |

| Pos. |            | PG | V | VOT | POT | P | GF | GS | DR  | Pt | Accede a             |
| 1.   | Russia     | 4  | 4 | 0   | 0   | 0 | 26 | 9  | +17 | 12 | Semifinali           |
| 2.   | Canada     | 4  | 3 | 0   | 0   | 1 | 21 | 7  | +14 | 9  | Quarti di finale     |
| 3.   | Germania   | 4  | 1 | 1   | 0   | 2 | 13 | 19 | -6  | 4  | Quarti di finale     |
| 4.   | Slovacchia | 4  | 1 | 0   | 1   | 2 | 13 | 19 | -6  | 4  | Girone Retrocessione |
| 5.   | Danimarca  | 4  | 0 | 0   | 0   | 4 | 4  | 23 | -19 | 0  | Girone Retrocessione |

#### Girone B
| Kazan' 13 aprile 2008, ore 15:00 UTC+4 | Svezia | 6 – 2 (1-1; 1-0; 4-1) referto | Bielorussia | Arena Kazan' (650 spett.) |

| Kazan' 13 aprile 2008, ore 19:00 UTC+4 | Svizzera | 2 – 7 (1-1; 0-3; 1-3) referto | Stati Uniti | Arena Kazan' (630 spett.) |

| Kazan' 14 aprile 2008, ore 15:30 UTC+4 | Bielorussia | 2 – 5 (1-2; 0-2; 1-1) referto | Stati Uniti | Arena Kazan' (700 spett.) |

| Kazan' 14 aprile 2008, ore 19:00 UTC+4 | Svizzera | 3 – 5 (0-2; 1-2; 2-1) referto | Finlandia | Arena Kazan' (650 spett.) |

| Kazan' 15 aprile 2008, ore 19:00 UTC+4 | Finlandia | 3 – 5 (1-0; 1-3; 1-2) referto | Svezia | Arena Kazan' (860 spett.) |

| Kazan' 16 aprile 2008, ore 15:30 UTC+4 | Bielorussia | 2 – 4 (0-1; 1-2; 1-1) referto | Svizzera | Arena Kazan' (300 spett.) |

| Kazan' 16 aprile 2008, ore 19:00 UTC+4 | Stati Uniti | 4 – 5 (1-1; 2-2; 1-2) referto | Svezia | Arena Kazan' (550 spett.) |

| Kazan' 17 aprile 2008, ore 15:30 UTC+4 | Finlandia | 4 – 3 (1-1; 1-2; 2-0) referto | Bielorussia | Arena Kazan' (639 spett.) |

| Kazan' 18 aprile 2008, ore 15:30 UTC+4 | Svezia | 7 – 0 (2-0; 4-0; 1-0) referto | Svizzera | Arena Kazan' (300 spett.) |

| Kazan' 18 aprile 2008, ore 19:00 UTC+4 | Stati Uniti | 4 – 3 (3-1; 0-1; 1-1) referto | Finlandia | Arena Kazan' (770 spett.) |

| Pos. |             | PG | V | VOT | POT | P | GF | GS | DR  | Pt | Accede a             |
| 1.   | Svezia      | 4  | 4 | 0   | 0   | 0 | 23 | 9  | +14 | 12 | Semifinali           |
| 2.   | Stati Uniti | 4  | 3 | 0   | 0   | 1 | 20 | 12 | +8  | 9  | Quarti di finale     |
| 3.   | Finlandia   | 4  | 2 | 0   | 0   | 2 | 15 | 15 | 0   | 6  | Quarti di finale     |
| 4.   | Svizzera    | 4  | 1 | 0   | 0   | 3 | 9  | 21 | -12 | 3  | Girone Retrocessione |
| 5.   | Bielorussia | 4  | 0 | 0   | 0   | 4 | 9  | 19 | -10 | 0  | Girone Retrocessione |

### Girone per non retrocedere
Le ultime due classificate di ogni raggruppamento si sfidano in un girone all'italiana di sola andata. Le prime due classificate guadagnano la permanenza nel Gruppo A, mentre le ultime vengono retrocesse in Prima Divisione. Le sfide tra squadre provenienti dallo stesso girone si disputano, ma tutte le squadre ereditano i punti e la differenza reti delle partite precedentemente giocate. Pertanto Slovacchia e Svizzera partono da 3 punti in virtù delle vittorie rispettivamente su Danimarca e Bielorussia.
| Kazan' 20 aprile 2008, ore 13:30 UTC+4 | Bielorussia | 1 – 6 (0-3; 0-2; 1-1) referto | Slovacchia | Arena Kazan' (125 spett.) |

| Kazan' 20 aprile 2008, ore 17:00 UTC+4 | Svizzera | 6 – 1 (1-0; 4-1; 1-0) referto | Danimarca | Arena Kazan' (195 spett.) |

| Kazan' 21 aprile 2008, ore 15:30 UTC+4 | Danimarca | 2 – 6 (0-2; 1-1; 1-3) referto | Bielorussia | Arena Kazan' (200 spett.) |

| Kazan' 21 aprile 2008, ore 19:30 UTC+4 | Slovacchia | 3 – 2 (0-0; 0-1; 3-1) referto | Svizzera | Arena Kazan' (120 spett.) |

| Pos. |             | PG | V | VOT | POT | P | GF | GS | DR  | Pt |
| 1.   | Slovacchia  | 3  | 3 | 0   | 0   | 0 | 14 | 5  | +9  | 9  |
| 2.   | Svizzera    | 3  | 2 | 0   | 0   | 1 | 12 | 6  | +6  | 6  |
| 3.   | Bielorussia | 3  | 1 | 0   | 0   | 2 | 9  | 12 | -3  | 3  |
| 4.   | Danimarca   | 3  | 0 | 0   | 0   | 3 | 5  | 17 | -12 | 0  |

### Fase ad eliminazione diretta
|  | Quarti di finale | Quarti di finale | Quarti di finale |  |  | Semifinali | Semifinali  | Semifinali |  |  | Finali          | Finali          | Finali          |
|  |                  |                  |                  |  |  |            |             |            |  |  |                 |                 |                 |
|  |                  |                  |                  |  |  | B1         | Svezia      | 2          |  |  |                 |                 |                 |
|  | A2               | Canada           | 2                |  |  | A2         | Canada      | 3          |  |  |                 |                 |                 |
|  | B3               | Finlandia        | 1                |  |  |            |             |            |  |  | A2              | Canada          | 8               |
|  |                  |                  |                  |  |  |            |             |            |  |  | A1              | Russia          | 0               |
|  |                  |                  |                  |  |  | A1         | Russia      | 3          |  |  |                 |                 |                 |
|  | B2               | Stati Uniti      | 4                |  |  | B2         | Stati Uniti | 1          |  |  | Finale 3° posto | Finale 3° posto | Finale 3° posto |
|  | A3               | Germania         | 1                |  |  |            |             |            |  |  | B1              | Svezia          | 3               |
|  |                  |                  |                  |  |  |            |             |            |  |  | B2              | Stati Uniti     | 6               |

#### Quarti di finale
| Kazan' 20 aprile 2008, ore 13:00 UTC+4 | Canada | 2 – 1 (1-0; 1-0; 0-1) referto | Finlandia | TatNeft Arena (1.600 spett.) |

| Kazan' 20 aprile 2008, ore 17:00 | Stati Uniti | 4 – 1 (1-0; 2-1; 1-0) referto | Germania | TatNeft Arena (1.700 spett.) |

#### Semifinali
| Kazan' 21 aprile 2008, ore 15:30 UTC+4 | Svezia | 2 – 3 (1-1; 1-1; 0-1) referto | Canada | TatNeft Arena (1.500 spett.) |

| Kazan' 21 aprile 2008, ore 19:00 UTC+4 | Russia | 3 – 1 (1-0; 1-0; 1-1) referto | Stati Uniti | TatNeft Arena (9.500 spett.) |

#### Finale per il 5º posto
| Kazan' 22 aprile 2008, ore 19:00 UTC+4 | Finlandia | 3 – 4 (1-1; 0-2; 2-1) referto | Germania | TatNeft Arena (350 spett.) |

#### Finale per il 3º posto
| Kazan' 23 aprile 2008, ore 15:00 UTC+4 | Svezia | 3 – 6 (1-2; 2-3; 0-1) referto | Stati Uniti | TatNeft Arena (1.100 spett.) |

#### Finale
| Kazan' 23 aprile 2008, ore 19:00 UTC+4 | Canada | 8 – 0 (5-0; 2-0; 1-0) referto | Russia | TatNeft Arena (10.000 spett.) |

### Classifica marcatori
| Giocatore       | PG | G | A  | Pt | +/- | MP |
| --------------- | -- | - | -- | -- | --- | -- |
| Cody Hodgson    | 7  | 2 | 10 | 12 | +2  | 8  |
| Igor Revenko    | 6  | 3 | 8  | 11 | -1  | 6  |
| Richard Panik   | 6  | 4 | 6  | 10 | +4  | 0  |
| Jordan Eberle   | 7  | 4 | 6  | 10 | +2  | 0  |
| Taylor Hall     | 7  | 4 | 5  | 9  | +4  | 4  |
| Nikita Filatov  | 6  | 3 | 6  | 9  | +1  | 29 |
| Alexander Fomin | 6  | 6 | 2  | 8  | 0   | 0  |
| Jeremy Morin    | 7  | 6 | 2  | 8  | +6  | 6  |
| Matthew Duchene | 7  | 5 | 3  | 8  | +6  | 6  |
| André Petersson | 7  | 6 | 4  | 8  | +4  | 2  |

### Classifica portieri
| Giocatore            | Min    | TC  | GS | SO | MGS  | Sv%   |
| -------------------- | ------ | --- | -- | -- | ---- | ----- |
| Jake Allen           | 420:00 | 192 | 10 | 2  | 1.43 | 94.79 |
| Brandon Maxwell      | 298:23 | 148 | 11 | 0  | 2.21 | 92.57 |
| Marek Ciliak         | 180:00 | 96  | 9  | 0  | 3.00 | 90.62 |
| Alexander Pechurskiy | 215:55 | 96  | 11 | 0  | 3.06 | 88.54 |
| Nikolaj Norbak       | 274:13 | 193 | 23 | 0  | 5.03 | 88.08 |

### Classifica finale
| Pos | Squadra     |
| --- | ----------- |
| 1   | Canada      |
| 2   | Russia      |
| 3   | Stati Uniti |
| 4   | Svezia      |
| 5   | Germania    |
| 6   | Finlandia   |
| 7   | Slovacchia  |
| 8   | Svizzera    |
| 9   | Bielorussia |
| 10  | Danimarca   |

| Promosse nel Gruppo A:         | Rep. Ceca   | Norvegia  |
| Retrocesse in Prima divisione: | Bielorussia | Danimarca |

#### Riconoscimenti
Riconoscimenti individuali
| Premio                  | Giocatore     |
| ----------------------- | ------------- |
| Miglior giocatore (MVP) | Jake Allen    |
| Miglior portiere        | Jake Allen    |
| Miglior difensore       | Erik Karlsson |
| Miglior attaccante      | Kirill Petrov |

All-Star Team

| Attacco:  | Kirill Petrov – Mattias Tedenby – Nikita Filatov |
| Difesa:   | Viacheslav Voinov – Victor Hedman                |
| Portiere: | Jake Allen                                       |

## Prima Divisione
Il Campionato di Prima Divisione si è svolto in due gironi all'italiana. Il Gruppo A ha giocato a Toruń, in Polonia, fra il 2 e l'8 aprile 2008. Il Gruppo B ha giocato a Riga, in Lettonia, fra il 2 e l'8 aprile 2008:

### Gruppo A
| Pos. |            | PG | V | VOT | POT | P | GF | GS | DR  | Pt |
| 1.   | Rep. Ceca  | 5  | 5 | 0   | 0   | 0 | 36 | 5  | +31 | 15 |
| 2.   | Kazakistan | 5  | 3 | 0   | 0   | 2 | 19 | 13 | +6  | 9  |
| 3.   | Lituania   | 5  | 2 | 0   | 0   | 3 | 13 | 26 | -13 | 6  |
| 4.   | Polonia    | 5  | 2 | 0   | 0   | 3 | 7  | 18 | -11 | 6  |
| 5.   | Ucraina    | 5  | 2 | 0   | 0   | 3 | 8  | 12 | -4  | 6  |
| 6.   | Slovenia   | 5  | 1 | 0   | 0   | 4 | 15 | 24 | -9  | 3  |

### Gruppo B
| Pos. |             | PG | V | VOT | POT | P | GF | GS | DR  | Pt |
| 1.   | Norvegia    | 5  | 5 | 0   | 0   | 0 | 15 | 3  | +12 | 15 |
| 2.   | Lettonia    | 5  | 4 | 0   | 1   | 1 | 21 | 2  | +19 | 12 |
| 3.   | Austria     | 5  | 2 | 1   | 0   | 2 | 11 | 6  | +5  | 8  |
| 4.   | Italia      | 5  | 2 | 0   | 1   | 2 | 17 | 10 | +7  | 7  |
| 5.   | Giappone    | 5  | 1 | 0   | 0   | 4 | 12 | 26 | -14 | 3  |
| 6.   | Paesi Bassi | 5  | 0 | 0   | 0   | 5 | 4  | 33 | -29 | 0  |

| Promosse nel Gruppo A:           | Rep. Ceca | Norvegia    |
| Retrocesse in Seconda Divisione: | Slovenia  | Paesi Bassi |

## Seconda Divisione
Il Campionato di Seconda Divisione si è svolto in due gironi all'italiana. Il Gruppo A ha giocato a Méribel e a Courchevel, in Francia, fra il 30 marzo e il 5 aprile 2008. Il Gruppo B ha giocato a Tallinn, in Estonia, fra il 23 e il 29 marzo 2008:

### Gruppo A
| Pos. |               | PG | V | VOT | POT | P | GF | GS | DR  | Pt |
| 1.   | Francia       | 5  | 5 | 0   | 0   | 0 | 53 | 4  | +49 | 15 |
| 2.   | Corea del Sud | 5  | 3 | 1   | 0   | 1 | 31 | 8  | +22 | 11 |
| 3.   | Croazia       | 5  | 3 | 0   | 0   | 2 | 32 | 24 | +8  | 9  |
| 4.   | Belgio        | 5  | 2 | 0   | 1   | 2 | 14 | 30 | -16 | 7  |
| 5.   | Cina          | 5  | 1 | 0   | 0   | 4 | 14 | 52 | -38 | 3  |
| 6.   | Australia     | 5  | 0 | 0   | 0   | 5 | 8  | 33 | -25 | 0  |

### Gruppo B
| Pos. |             | PG | V | VOT | POT | P | GF | GS | DR  | Pt |
| 1.   | Ungheria    | 5  | 4 | 0   | 0   | 1 | 37 | 12 | +25 | 12 |
| 2.   | Regno Unito | 5  | 4 | 0   | 0   | 1 | 27 | 11 | +16 | 12 |
| 3.   | Estonia     | 5  | 3 | 0   | 0   | 2 | 20 | 14 | +6  | 9  |
| 4.   | Romania     | 5  | 2 | 0   | 0   | 3 | 32 | 21 | +11 | 6  |
| 5.   | Spagna      | 5  | 2 | 0   | 0   | 3 | 20 | 21 | -1  | 6  |
| 6.   | Israele     | 5  | 0 | 0   | 0   | 5 | 11 | 68 | -57 | 0  |

| Promosse in Prima Divisione:   | Francia   | Ungheria |
| Retrocesse in Terza Divisione: | Australia | Israele  |

## Terza Divisione
Il Campionato di Terza Divisione si è svolto in due gironi all'italiana. Il Gruppo A ha giocato a Città del Messico, in Messico, fra il 2 e l'8 marzo 2008. Il Gruppo B ha giocato a İzmit, in Turchia, fra il 3 e il 9 marzo 2008:

### Gruppo A
| Pos. |               | PG | V | VOT | POT | P | GF | GS | DR  | Pt |
| 1.   | Messico       | 4  | 4 | 0   | 0   | 0 | 32 | 2  | +30 | 12 |
| 2.   | Taipei cinese | 4  | 3 | 0   | 0   | 1 | 31 | 23 | +8  | 9  |
| 3.   | Nuova Zelanda | 4  | 2 | 0   | 0   | 2 | 45 | 18 | +27 | 6  |
| 4.   | Sudafrica     | 4  | 1 | 0   | 0   | 3 | 18 | 26 | -8  | 3  |
| 5.   | Mongolia      | 4  | 0 | 0   | 0   | 4 | 7  | 64 | -57 | 0  |

### Gruppo B
| Pos. |          | PG | V | VOT | POT | P | GF | GS | DR  | Pt |
| 1.   | Serbia   | 4  | 4 | 0   | 0   | 0 | 45 | 0  | +45 | 12 |
| 2.   | Turchia  | 4  | 3 | 0   | 0   | 1 | 48 | 7  | +41 | 9  |
| 3.   | Islanda  | 4  | 2 | 0   | 0   | 2 | 34 | 26 | +8  | 6  |
| 4.   | Bulgaria | 4  | 1 | 0   | 0   | 3 | 27 | 35 | -8  | 3  |
| 5.   | Armenia  | 4  | 0 | 0   | 0   | 4 | 1  | 87 | -86 | 0  |

| Promosse in Seconda Divisione:      | Messico   | Serbia  |
| Retrocesse dalla Seconda Divisione: | Australia | Israele |